# Dan Matei
Dan Marius Matei (n. 25 iunie 1981, Cluj-Napoca) este un fotbalist român, care evoluează pe postul de fundaș dreapta la clubul din Liga a III-a, Sănătatea Cluj, echipă pe care o și antrenează, din postura de asistent.